# Компліментарність
Етнічна компліментарність, позитивна чи негативна — в пасіонарній теорії етногенезу відчуття підсвідомої приязні або антипатії членів етнічних колективів до членів інших етнічних колективів, що визначає розподіл на «свій» і «чужий». Явище компліментарності, за Гумільовим, є основою етнічного поділу людей, оскільки етнічні колективи об'єднуються з урахуванням приязні їхніх членів. При етнічних контактах позитивна компліментарність етнічних систем може привести їх до симбіозу або злиттю із заснуванням нової цілісності, а негативна — до химери з усіма негативними наслідками такого контакту. Подібно іншим етнічним явищам, компліментарність явище статистичне та імовірне (тобто на індивідуальному рівні можливі будь-які випадки і відхилення від закономірності, але з підвищенням рангу аналізованої системи закономірність діє дедалі чіткіше).